# Collasso. Come le società scelgono di morire o vivere
Collasso. Come le società scelgono di morire o vivere (titolo originale Collapse: How societies choose to fail or succeed) è un saggio di Jared Diamond, autore anche di Il terzo scimpanzé. Ascesa e caduta del primate Homo sapiens e di Armi, acciaio e malattie.

## Contenuto
Ideale continuazione del precedente Armi, acciaio e malattie, dove erano indagate le cause che hanno portato determinate aree geografiche alla supremazia tecnologica, Collasso analizza invece i motivi che hanno portato, nel passato e nel presente, determinate civiltà a un crollo repentino, dove questo è definito come una diminuzione drastica (spesso tramite conflitti armati) e su una scala temporale ridotta della complessità politica, delle dimensioni della popolazione e della produzione culturale. Diamond si interroga quindi se sia possibile che anche alcune delle società contemporanee, se non l'intera civiltà industriale, stiano andando incontro a un crollo di questo genere, e se e come sia possibile evitarlo.
Diamond concentra la sua analisi su diversi fattori, tra cui spiccano le condizioni geografico-ambientali, i mutamenti climatici, lo sfruttamento eccessivo delle risorse da parte dell'uomo, l'eccessiva espansione demografica. Se Armi, acciaio e malattie era stato criticato per un presunto eccesso di "determinismo geografico", in Collasso Diamond insiste sulla possibilità che le diverse società hanno di scegliere se affrontare e superare le proprie crisi o, per diversi motivi, andare incontro alla propria fine. Diamond porta quindi diversi esempi di civiltà che, di fronte a crisi analoghe, sono riuscite e sopravvivere o, invece, hanno fallito.
Tra gli esempi troviamo le società della Polinesia, la dicotomia tra Groenlandesi di origine europea, estintisi nel XIV secolo, e gli Inuit, tuttora presenti; inoltre vi si tracciano paralleli interessanti con lo Stato del Montana, l'Australia, i due stati dell'isola di Hispaniola e la Cina.
Il senso del libro è esplicitamente dichiarato da Diamond nelle righe conclusive: 
Oggi, però, possiamo accendere la televisione o la radio, comprare un giornale e vedere, ascoltare o leggere cosa è accaduto in Somalia o in Afghanistan nelle ultime ore. I documentari televisivi e i libri ci spiegano in dettaglio cosa è successo ai Maya, ai Greci e a tanti altri.
Abbiamo dunque l'opportunità di imparare dagli errori commessi da popoli distanti da noi nel tempo e nello spazio. Nessun'altra società ha mai avuto questo privilegio.
Ho scritto questo libro nella speranza che un numero sufficiente di noi scelga di approfittarne.»

## Approccio scientifico
In sociologia non sono possibili esperimenti diretti. L'autore ricorre dunque all'approccio dell'esperimento naturale, in cui si correlano vari fattori, statisticamente significativi, nelle differenti società studiate: ad esempio, correla 9 fattori su un totale di 81 isole polinesiane, di cui riesce a stabilire una sorta di "classifica" di fragilità ambientale. Questa viene poi messa a confronto con le colonizzazioni delle varie isole. Motivo d'interesse del libro è che le cause di collasso delle civiltà antiche vengono sempre proiettate sulla civiltà mondiale del presente.

## Conferme
Su American Scientist dell'agosto 2005 è stato pubblicato un articolo di Larry Peterson e Gerald Haug, in cui si avallano le tesi sul declino della civiltà Maya. Del resto lo stesso meccanismo di collasso ambientale dovuto alla siccità era stato ipotizzato da un articolo di Hodell, Curtis e Brenner su Nature n. 375 del 1995, dal titolo "Possible role of climate in the collapse of classic Maya civilization", i cui temi sono poi stati ampliati da Gill nel suo libro "The great Maya droughts: water, life and death" del 2000, pubblicato dalla University of New Mexico Press.

## Critiche e contenuti superati
Il libro di Diamond è stato anche oggetto di critiche rilevanti da parte della comunità accademica. In particolare, in seguito ad un incontro della American Anthropological Association, nel 2009 è stato pubblicato il libro Questioning Collapse, avente come autori quindici fra archeologi, antropologi culturali e storici, in cui molte delle tesi di Diamond vengono contestate e confutate, portano numerosi esempi di come molte società non siano effettivamente collassate, ma si siano soltanto modificate.
La narrazione dell'ecocidio nell'isola di Pasqua fatta da Diamond, è ormai considerata superata, e basata su premesse scorrette. In particolare, non solo vi sono evidenze che a causare la deforestazione non sia stata solo l'azione diretta dell'uomo, ma anche la proliferazione dei ratti polinesiani (in maniera analoga ad altre isole del Pacifico), ma soprattutto non ci sono chiare evidenze in un collasso della società antecedente l'arrivo degli europei. Se già prima della pubblicazione di Collasso alcuni studiosi avevano contestato l'idea di violenti conflitti interni all'isola, studi recenti di stampo statistico e genetico mostrano come la popolazione dell'isola sia cresciuta lentamente in modo stabile dall'arrivo dei coloni polinesiani fino alla scoperta da parte degli Europei, senza alcun fenomeno di sovrappopolazione e successivo collasso.

## Edizioni
- Collasso. Come le società scelgono di morire o vivere, traduzione di Francesca Leardini, revisione di Luigi Civalleri, Collana Saggieditore= Einaudi, Torino, 2005,  pp. XIV, 570, ISBN 88-06-17638-2.